# Bob Janecyk
Robert T. Janecyk (nacido el 18 de mayo de 1957 en Chicago, Illinois) es un portero profesional estadounidense retirado del hockey sobre hielo. Janecyk jugó 110 partidos en la Liga Nacional de Hockey (NHL). Jugó con los Chicago Black Hawks y Los Angeles Kings.
Antes de jugar en la NHL, Janecyk jugó en la Universidad Estatal de Chicago. También jugó para los generales del DIH de Fort Wayne Komets y Flint, así como para los New Brunswick Hawks, los Springfield Indians y los New Haven Nighthawks de la AHL. Durante su tiempo con los New Brunswick Hawks en la temporada 1981-82 de la AHL, ganó el Harry "Hap" Holmes Memorial Award. También ganó el Trofeo Ken McKenzie en la temporada de DIH 1979-80 durante su tiempo con los Fort Wayne Komets. Se retiró del hockey profesional sobre hielo en 1988.
Su hijo Adam juega hockey sobre hielo en la Universidad de Míchigan.